# The Bible (miniserie)
The Bible är en amerikansk-brittisk miniserie baserad på Bibeln, skapad och skriven av Roma Downey och Mark Burnett. Serien sågs av 15 miljoner tittare och blev en succé.
Serien har ett par gånger sänts i svensk TV i samband med påsken.

## Rollista (i urval)
- Diogo Morgado – Jesus Kristus (5 avsnitt)
- Darwin Shaw – Petrus (5 avsnitt)
- Paul Brightwell – Malchus (4 avsnitt)
- Roma Downey – Jungfru Maria (4 avsnitt)
- Greg Hicks – Pontius Pilatus (4 avsnitt)
- Sebastian Knapp – Johannes (4 avsnitt)
- Amber Rose Revah – Maria Magdalena (4 avsnitt)
- Adrian Schiller – Kajafas (4 avsnitt)
- Andrew Brooke – Antonius (3 avsnitt)
- Louise Delamere – Claudia Procula (3 avsnitt)
- Matthew Gravelle – Thomas (3 avsnitt)
- Simon Kunz – Nikodemos (3 avsnitt)
- Joe Wredden – Judas Iskariot (3 avsnitt)
- Fraser Ayres – Barabbas (2 avsnitt)
- Paul Marc Davis – Simon (2 avsnitt)
- Paul Freeman – Samuel (2 avsnitt)
- Will Houston – Mose (2 avsnitt)
- Melia Kreiling – Batseba (2 avsnitt)
- Dhaffer L'Abidine – Uria (2 avsnitt)
- Francis Magee – Saul (2 avsnitt)
- Con O'Neill – Paulus (1 avsnitt)
- Leila Mimmack – Maria som ung (2 avsnitt)
- Stephanie Leonidas – Rahab (1 avsnitt)
- Mohamen Mehdi Ouazanni – Satan (2 avsnitt)
- Gary Oliver – Abraham (2 avsnitt)
- Andrew Scarborough – Josua (2 avsnitt)
- Clive Wood – Natan (2 avsnitt)
- Hara Yannas – Mikal (2 avsnitt)
- Jassa Ahluwalia – David (1 avsnitt)
- Nonso Anozie – Simson (1 avsnitt)
- Jake Canuso – Daniel (2 avsnitt)
- Sam Douglas – Herodes (2 avsnitt)
- Peter Guinness – Nebukadnessar II (1 avsnitt)
- Langley Kirkwood – David som gammal (1 avsnitt)
- Paul Knops – Adam (1 avsnitt)
- Darcie Lincoln – Eva (1 avsnitt)
- Hugo Rossi – Isak (1 avsnitt)
- Conan Stevens – Goljat (1 avsnitt)
- Kierston Wareing – Delila (1 avsnitt)